# Wilmar Paredes
Wilmar Andrés Paredes Sapata (Medellín, 27 de abril de 1996) é um ciclista profissional colombiano de pista e estrada.
A 5 de abril de 2019 foi suspenso de maneira provisória pela União Ciclista Internacional depois de ter dado positivo por EPO num controle antidoping realizado a 27 de fevereiro 2019.

## Palmarés

### Estrada
2013
- 1 etapa da Volta de l'Avenir de Colombia

2014
- Campeonato Panamericano de Ciclismo em Estrada Júnior

2015
- 1 etapa da Volta da Juventude de Colombia
- Clássica das Caraíbas, mais 1 etapa

2017
- 1 etapa da Volta a Colombia

### Pista
2014
- 2º no Campeonato do Mundo de Pista, Perseguição por Equipas, Júnior

2016
- Campeonato Panamericano de Ciclismo em Pista em Perseguição por Equipas, Elite

## Equipas
- 4-72 Colombia (2015)
- Manzana Postobón Team (2015-05.04.2019)[1]